# Jampa Tsering
Jampa Tsering (Lhasa, begin jaren 60-1997) was een Tibetaans zanger en danser in populaire Tibetaanse muziek. Hij zong in het Tibetaans en studeerde ongeveer zeven jaar piano aan het conservatorium van Shanghai. In 1997 kwam hij om bij een auto-ongeluk.
Hij was lid van een Tibetaanse zang- en dansensemble, maar verwierf zijn bekendheid in de karaoke- en nangmabars. Door zijn optredens in deze bar en zijn solo-ambities werd hij uiteindelijk uit het ensemble gezet. Hij nam veel van de stijl over uit de C-pop in zijn eigen stukken en combineerde het met synthesizer-composities. Hij was duidelijk het product van de nieuwe media en niet van de traditionele Tibetaans zang, waarbij hij vaak gebruikmaakte van zacht geneurie in plaats van de luide projectiestem die in de traditionele Tibetaanse zang gebruikelijk is. Niettemin bevatten zijn songs een sterk Tibetaans karakter met een grote reikwijdte en lange uithalen.
Jampa Tsering werd een grote bekendheid aan het eind van de jaren 80 en het begin van de jaren 90. Een doorslaand succes werd zijn album Gnas mchog gi glu dbyangs dat Songs van het heilige land betekent, met nummers als "Aro Khampa" (Hej, Khampa), "Ngai tsewai Lhasa" (Mijn liefdevolle Lhasa) en "Cha chig yinna samchung" (Ik zou willen dat ik een vogel was).
Veel van zijn teksten bevatten verborgen politieke betekenis, zoals "Ri de Himalaya" ("Bergen van de Himalaya") en drukten een sterke trots uit van Tibetaanse identiteit, tradities en landschap. Enkele van zijn songs werden verboden door de autoriteiten, ondanks dat Tibet verhoudingsgewijs meer vrijheid kende in deze jaren.